# Чигир

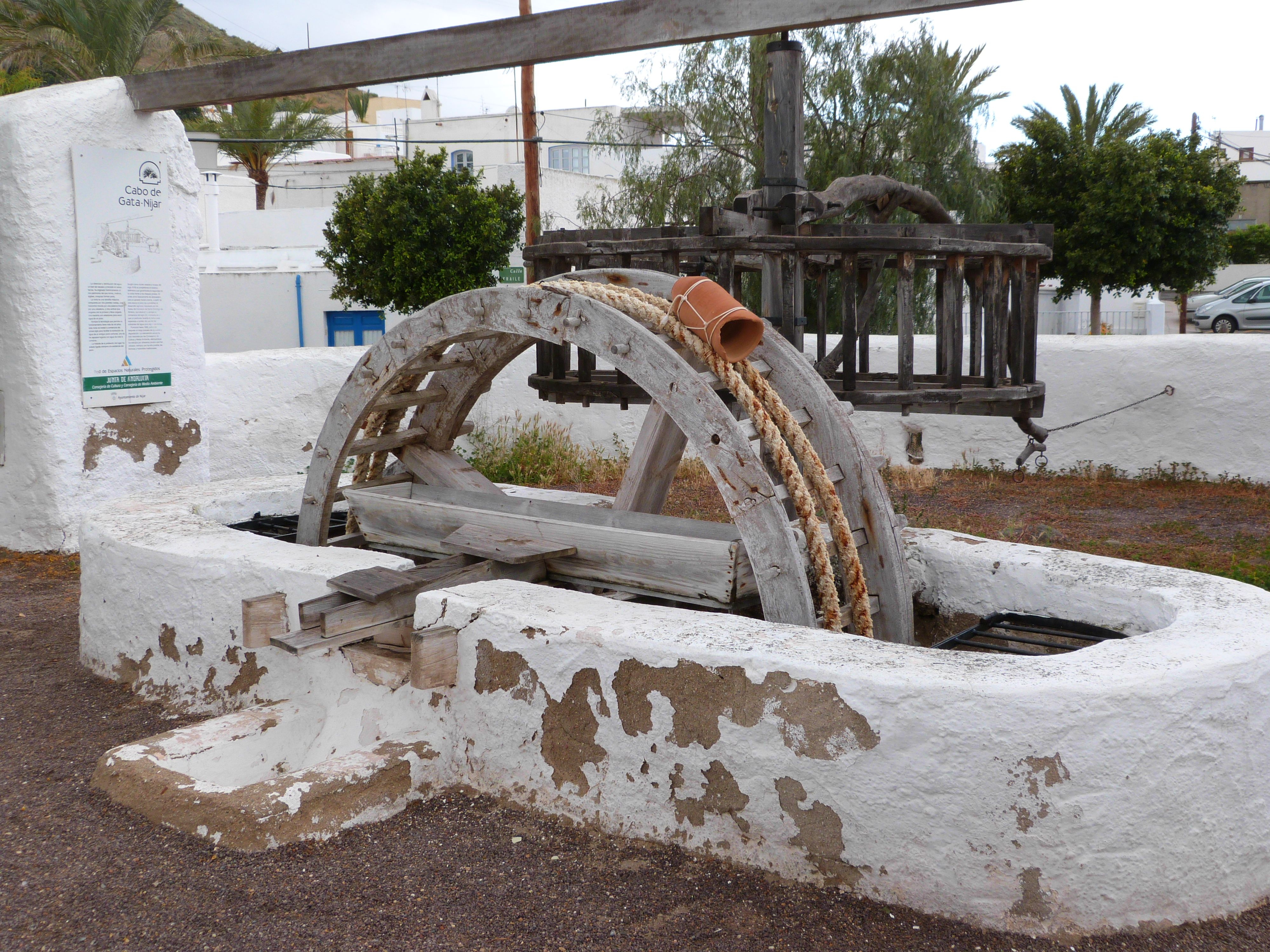
Чигир з одним черпаком

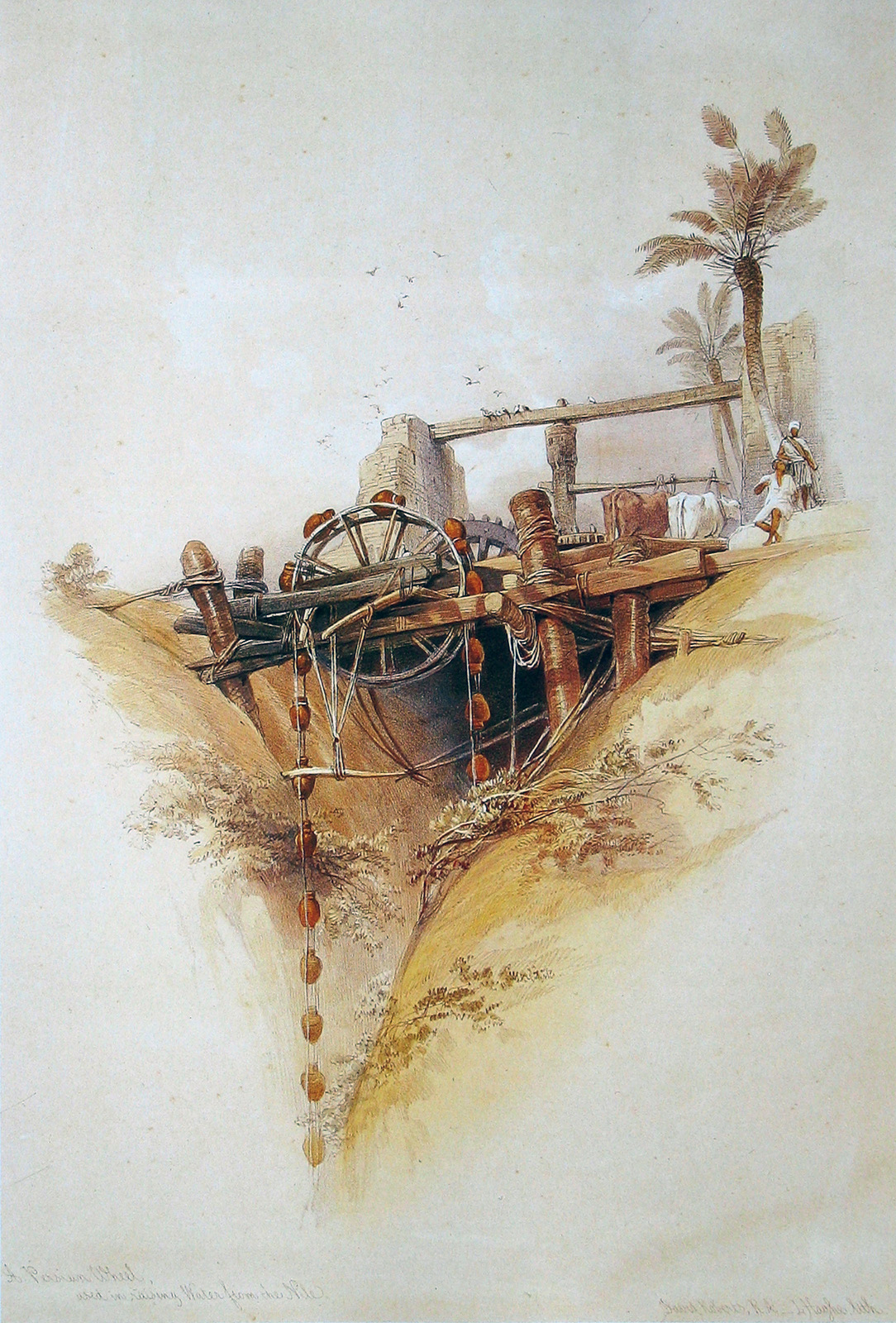
Чигир у Нубії. Малюнок Д. Робертса, 1838 р.

Чиги́р — найпростіший механізм для піднімання води при зрошуванні невеликих ділянок землі. Має вигляд величезного вертикального колеса, спорядженого черпаками. На відміну від норії, чигир приводиться в рух не потоком води, а мускульним двигуном (волами чи ослами).

## Назва
Слово чигир є запозиченням з тюркських мов: пор. тат. чыђыр («блок; механізм для підйому води»), чагат. čygyr («вир»). У Хорезмі цей тип водопіднімного пристрою відомий як «чикир», на Близькому Сході — «сакія» (араб. ساقية), в Ірані та Індії — «чарх» (буквально «колесо»). Можливо, у тюркських мовах воно має перське походження, висловлювалася також думка про зв'язок чикир з узбецьким дієсловом чигримок («крутити, скручувати»). Вживається також назва «перське колесо».

## Види
Існують два різновиди чигирів, що розрізнюються за способом кріплення черпаків: прямо до колеса, чи до транспортера.

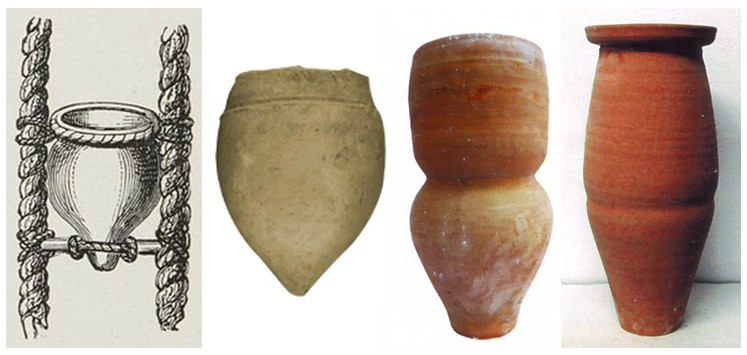
Типи горщиків-черпаків, використовуваних у чигирях і норіях

### Чигирі з кріпленням черпаків до колеса

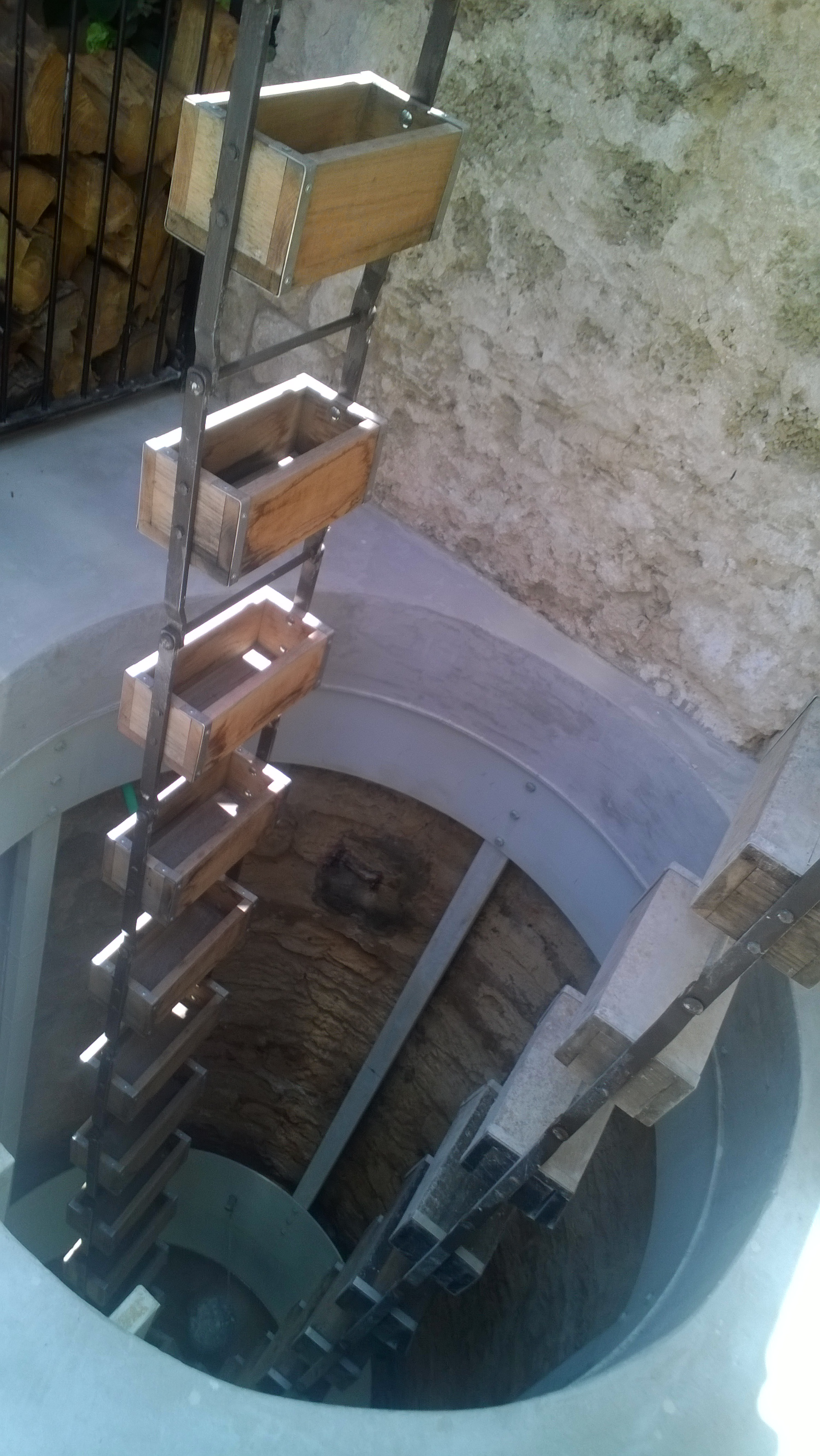
Черпаки чигиря у вигляді дерев'яних ящиків. Сарона, Тель-Авів, Ізраїль

Цей вид являє собою велике колесо зі спицями, зазвичай дерев'яне. У давнішому варіанті до обода прив'язуються глиняні горщики чи відра, а глибина підняття води не перевищує половини діаметра колеса. Сучасніший варіант виготовляється з гальванізованої сталі, споряджений металевими ж черпаками. Відтік води здійснюється із середини (від маточини) колеса, а не з його верху, як у традиційного типу.
Розміри колеса можуть бути різними: від 2 до 5 метрів у діаметрі. Традиційно приводяться в рух тваринами, сучасні варіанти мають привод від двигунів. У чигирях на тваринній тязі швидкість обертання становить 2-4 оберти на хвилину, у механізованих — 8-15 обертів.

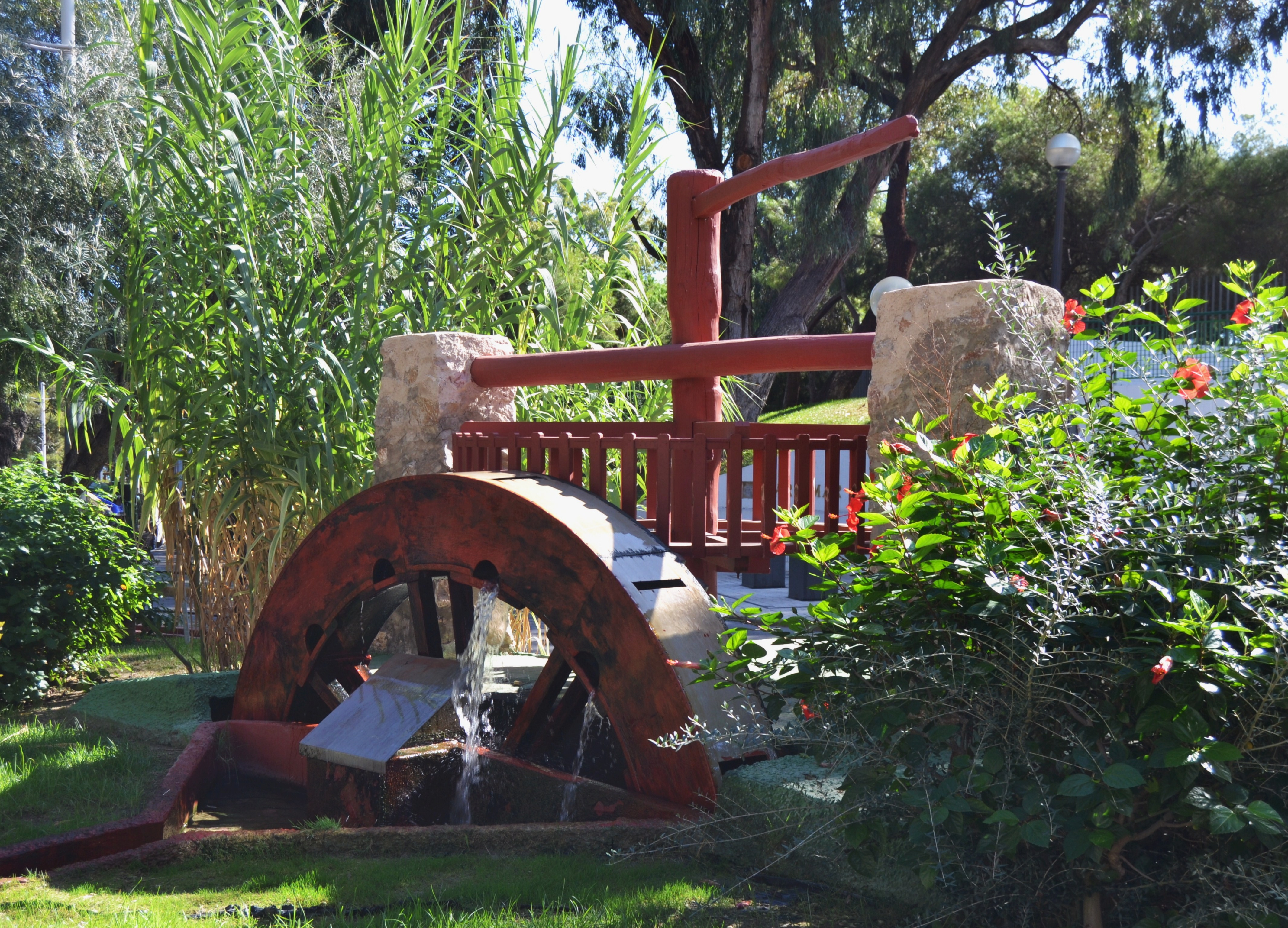
Варіант чигиря з порожнистим ободом, розділеним перемичками, що заміняє черпаки. Гуардамар-дель-Сегура, Іспанія

### Чигирі з транспортером
На Близькому Сході здавна використовується тип чигиря з нескінченним ланцюгом, який працює за принципом стрічки транспортера. До вала колеса кріпиться з'єднаний кінцями ланцюг (мотуз) із прив'язаними горщиками. Така конструкція уможливлює підняття води з глибоких колодязів.
Чигир з ланцюгом на тваринній тязі може підіймати воду на 10-20 метрів, що набагато ефективніше порівняно з шадуфами, які підіймають воду тільки на 3 метри.

## Будова механізму
Чигир, що використовувався в Хорезмі («чикир»), мав такую конструкцію. Він складався з трьох основних частин: колеса з черпаками, горизонтальної осі та привода. Колесо встановлювалося всередині кяриза у вертикальному положенні, таким чином, щоб нижня частина занурювалася у воду, а верхня підіймалася над краєм колодязя — це потрібно для того, щоб вода виливалася з черпаків у жолоб з достатнім ухилом. До обода прив'язувалися глеки: за вухо в донній частині і навколо горлечка. Кількість глеків, залежно від діаметра чигиря — від 24 до 36, ємність кожного — близько 3 л.
Привод чигиря — кират (малі чигирі можуть приводитися в рух і мускульною силою людини). Горизонтальна вісь одним кінцем входить у виїмку в товстій колоді, встановленій у кяриз, другим виступала за нього. На виступаючий кінець надіте невелике колесо з шипами — примітивна шестірня. Для обертання цього колеса в землі викопується невелика виїмка, а над віссю робиться дерев'яний настил, посипаний землею, по якому ходять тварини. На рівні верхнього краю малого трибового колеса розташовується велике колесо — з вертикальною віссю. До великого колеса прикріплюється важіль, у яке впрягається робоча тварина. Великі чигирі приводилися в рух верблюдами, малі — конями чи ослами.